# Agoi jezik
Agoi jezik (ibami, ro bambami, wa bambani, wagoi; ISO 639-3: ibm), nigersko-kongoanski jezik uže skupine delta-cross, kojim govori 12 000 ljudi (Faraclas 1989) u nigerijskoj državi Cross River.
S jezicima bakpinka [bbs] i doko-uyanga [uya] pripada podskupini agoi-doko-iyoniyong

## Vanjske poveznice
- Ethnologue (14th)
- Ethnologue (15th)